# 尹华正
尹华正（1986年7月—），安徽舒城人，湖北广播电视台主持人。

## 生平
2009年毕业于安徽师范大学英语系，大学期间曾担任校广播台播音员和广播台播音部主任。毕业后进入广东省中山市实验小学任英语教师，任教期间获“中山市优秀教师”荣誉称号，并代表广东省参加中华经典诵读全国大赛以《落雁，回望昭君》获“中华诵2009经典诵读大赛”教师组全国总决赛冠军。2010年考入中国传媒大学播音系，攻读播音主持第二学士学位。2011年加入河北电视台，担任主持人。2018年进入湖北广播电视台，任新闻中心主持人。

## 主持节目
- 2011年两会期间，主持中国网络电视台两会特别谈话节目《咱们的两会》
- 2011年7月，主持日播谈话节目《健康有道》
- 2012年，主持卫视频道《直播京津冀》，公共频道《夏日冲击波》、《快乐厨星》、《八只眼看天下》、《我爱看经典》
- 2013年，主持卫视频道《午间视野》、《看今朝》、《天下故事会》，经济生活频道《今日资讯》、《法治在行动》
- 2014年，主持经济生活频道《每天18点》、《河北第一民生》，新闻直播节目《今日资讯》